# Diocèse de Montería
Le diocèse de Montería (en latin : Dioecesis Monteriensis ; en espagnol : Diócesis de Montería) est un diocèse de l'Église catholique en Colombie, suffragant de l'archidiocèse de Carthagène des Indes.

## Territoire

Il comprend les municipalités de Canalete, Cereté, Chimá, Chinú, Ciénaga de Oro, Cotorra, Los Córdobas, Momil, Moñitos, Montería, Planeta Rica, Pueblo Nuevo, Puerto Escondido, Purísima de la Concepción, Sahagún, San Andrés de Sotavento, San Antero, San Bernardo del Viento, San Carlos, San Pelayo, Santa Cruz de Lorica, Tuchín et Valencia du département de Córdoba. Le reste de ce département étant géré par le diocèse de Montelíbano.
Son territoire possède une superficie de 14 500 km2 divisé en 79 paroisses. Le siège épiscopal est dans la ville de Montería où se trouve la cathédrale Saint-Jérôme.

## Historique
Le diocèse est érigé le 20 novembre 1954 par la constitution apostolique Quoniam Christus du pape Pie XII en prenant une partie du territoire du vicariat apostolique de San Jorgeet de l'archidiocèse de Carthagène des Indes dont Montería devient suffragant.
Il cède une partie de son territoire le 25 avril 1969 pour l'érection de la prélature territoriale del Alto Sinú (aujourd'hui diocèse de Montelíbano).

## Évêques
- Rubén Isaza Restrepo (4 novembre 1956 - 2 novembre 1959), nommé évêque d'Ibagué
- José de Jesús Pimiento Rodríguez (30 décembre 1959 - 29 février 1964), nommé évêque de Garzón
- Miguel Antonio Medina y Medina (23 mars 1964 - 20 mai 1972)
- Samuel Silverio Buitrago Trujillo, C.M (18 décembre 1972 - 11 octobre 1976), nommé archevêque de Popayán
- Carlos José Ruiseco Vieira (28 mars 1977 - 23 septembre 1983), nommé archevêque de Carthagène des Indes
- Ramón Darío Molina Jaramillo, O.F.M (23 mars 1984 - 19 janvier 2001), nommé évêque de Neiva
- Julio César Vidal Ortiz (31 octobre 2001 - 16 juillet 2011), nommé évêque de Cúcuta
- Ramón Alberto Rolón Güepsa (27 octobre 2012 - 6 juin 2025), nommé évêque de Chiquinquirá